# 색깔띠
색깔띠는 주로 '색깔이 순서대로 나열된 선'을 나타낸다. 그라데이션으로 나타낼 수 있다.

## 같이 보기
- 스펙트럼
- 색